# Casellario giudiziale
Il casellario giudiziale (detto anche  casellario giudiziario), nell'ordinamento giuridico italiano, è un archivio presso la Procura della Repubblica di ogni tribunale ordinario della Repubblica italiana, con lo scopo di raccogliere e conservare gli estratti dei provvedimenti emessi dell'autorità giudiziaria italiana a carico di un soggetto. 
Creato in base al regio decreto 6 dicembre 1865 n. 2644, la composizione è stata oggetto di varie modifiche normative, l'assetto attuale è stabilito dal 
R.D. 18 Giugno 1931, n. 778 e dal decreto del Ministero della giustizia 6 Ottobre 1931.

## Inquadramento
In base alla legge 23 marzo 1956, n. 182 la direzione dei relativi uffici è affidata ai dirigenti delle segreterie presso le Procure della Repubblica; tutti i casellari giudiziali locali (ovvero quelli relativi ai singoli tribunali) fanno capo a un casellario centrale presso il Ministero della Giustizia. In base alle informazioni contenute nel casellario, l'ufficio competente rilascia certificati su richiesta delle autorità giudiziarie e amministrative o dei singoli privati. Questi ultimi in particolare possono richiedere solo i propri certificati.

## Tipologia
I certificati rilasciati dall'ufficio del casellario locale si dividono in due categorie:
- Certificato del casellario giudiziale : Contiene i provvedimenti in materia penale, civile e amministrativa. Per il cittadino italiano, attesta anche la sussistenza o meno di iscrizioni nel casellario giudiziale europeo.[2]

- Certificato dei carichi pendenti : Attesta l'esistenza di procedimenti penali in corso (carichi pendenti). Si può richiedere solo all'ufficio della Procura della Repubblica nella cui circoscrizione in cui si è residenti.